# 남태희
남태희(南泰熙, 1991년 7월 3일~)는 대한민국의 축구 선수로, 2012년 하계 올림픽 동메달리스트이다.

## 어린 시절
현대고등학교 재학 중 2007년 대한축구협회의 주도 하에 추진한 대한축구협회 우수선수 해외유학 프로젝트 5기에 선발되어 레딩 FC 유소년팀에 입단하였고, 2008년 레딩 FC U-20팀과 입단 제안을 받기도 하였다. 레딩 FC에서 뛰어난 활약을 펼쳐 잠재력을 인정받았으며, 레딩 FC의 핵심 선수인 스티븐 헌트는 "지금껏 지켜본 어린 선수 중 가장 뛰어난 능력을 지녔다."라고 호평하기도 하였다.

## 구단 경력

### 발랑시엔
2009년 1월 프랑스 리그 1의 발랑시엔 FC와 아마추어 선수 계약을 맺었고, 리그 규정상 만 18세가 되는 그 해 7월 발랑시엔 FC 1군과 입단 계약을 맺어, 대한민국 축구 선수 사상 최연소로 유럽 리그 1군 무대에 진출한 선수가 되었다. 2009년 8월 8일 AS 낭시와의 홈경기(1:3)에서 리그 1에 데뷔하여, 대한민국 축구 선수 사상 최연소(18세 36일)로 유럽 리그 1군 무대에 데뷔한 선수가 되었다.

### 레크위야
2011년, 팀에서의 출전 기회가 줄어들자 카타르 스타스 리그의 레크위야로 이적하였다.
구단에서 등번호 10번을 단 그는 2014-15 시즌에 리그에서 24경기 6골 12도움을 기록하여 구단의 리그 우승을 도운 동시에 리그 도움왕에 선정되었다. 또한 리그 최우수선수(MVP) 후보 3인에 들었지만 MVP 획득에는 실패했다.

### 알 두하일
2017년 4월 소속팀인 레퀴야가 엘 자이시 SC와 합병되면서 알두하일 SC라는 팀으로 명칭을 변경했다. 2016-17시즌에 14골을 넣으며 구단의 5번째 리그 우승을 견인했으며, 카타르 스타스 리그 최우수선수상(MVP)을 수상했다.

### 알 사드
2019년 겨울 이적시장에서 알 두하일 SC와의 계약이 종료된 남태희는 같은 리그의 알 사드 SC로 이적했다.

### 알두하일 2기
2021-22 시즌을 앞두고 전 소속팀인 알두하일 SC로 이적했다.

### 요코하마 F. 마리노스
2023년 8월 1일, J1리그 구단인 요코하마 F. 마리노스에 입단했다.

## 국가대표팀 경력
U-17 대표팀 등 각급 연령별 대표팀을 거쳤다. 2011년 1월 31일, 조광래 감독이 터키전을 앞두고 남태희를 차출해 대표팀에 발탁됐다. 2월 9일 터키전에서 풀타임을 뛰었지만, 이날 경기는 0 – 0 무승부로 끝났다. 2012년 2월 22일 런던 올림픽 축구 아시아 지역 최종 예선 오만과의 경기에서 경기 시작 15초만에 선제골을 넣어 한국 대표팀 역대 최단 시간 득점을 기록했다. 대한민국도 오만을 3:0으로 꺾었다.
2012년 하계 올림픽에 발탁되어 스위스전 후반전에 교체투입되어 박주영의 골을 어시스트하며 활약했고 가봉전에는 풀타임을 소화하며 무난한 활약을 선보였다. 동메달전인 일본전에서는 후반 28분 교체투입으로 활약하며 승리에 일조했다. 남태희는 대한민국에서 올림픽 사상 축구 종목 첫 동메달을 획득, 병역 특례를 받았다. 2014년 FIFA 월드컵 명단에서는 아쉽게도 탈락하였다
2014년 12월 22일 발표된 2015년 AFC 아시안컵 최종 명단에 합류하였다. 그리고 조별리그 2차전 쿠웨이트와의 경기에서 결승골을 기록하였다.
2017년 10월 7일 러시아전 이후 파울루 벤투 감독이 부임하면서 오랜만에 대표팀에 부름을 받았다. 2018년 9월 7일 코스타리카 축구 국가대표팀과의 경기에 두번째 골을 넣음며 경기 최우수선수(MVP)에 선정되었다.

## 경력 통계

### 국가대표팀 득점
| # | 경기일     | 경기장소               | 상대팀         | 득점  | 결과  | 비고                                     |
| - | ---------- | ---------------------- | -------------- | ----- | ----- | ---------------------------------------- |
| 1 | 2014/10/10 | 대한민국, 천안         | 파라과이       | 2 – 0 | 2 – 0 | 친선 경기                                |
| 2 | 2015/01/13 | 오스트레일리아, 캔버라 | 쿠웨이트       | 1 – 0 | 1 – 0 | 2015년 AFC 아시안컵                      |
| 3 | 2015/09/03 | 대한민국, 수원         | 미얀마         | 4 – 0 | 4 – 0 | 2018년 FIFA 월드컵 아시아 지역 2차 예선  |
| 4 | 2016/11/15 | 대한민국, 서울         | 우즈베키스탄   | 1 – 1 | 2 – 1 | 2018년 FIFA 월드컵 아시아 지역 최종 예선 |
| 5 | 2018/09/07 | 대한민국, 고양         | 코스타리카     | 2 – 0 | 2 – 0 | 친선경기                                 |
| 6 | 2018/11/20 | 호주, 브리즈번         | 우즈베키스탄   | 1 – 0 | 4 – 0 | 친선경기                                 |
| 7 | 2021/06/05 | 대한민국, 고양         | 투르크메니스탄 | 2 – 0 | 5 – 0 | 2022년 FIFA 월드컵 아시아 지역 2차 예선  |

## 사건
2015년 5월 7일 사우디아라비아 리야드의 킹 파흐드 국제경기장에서 열린 AFC 챔피언스리그 A조 6차전 알나스르와 레크위야의 경기에서 경기 종료 후 알나스르의 파비안 에스토야노프가 남태희의 뒤를 덮쳐 얼굴을 주먹으로 가격했다. 하지만 폭행을 가한 당사자 파비안 에스토야노프는 팀과 팬들에게만 사과를 하고 정작 피해자인 남태희에게는 사과를 하지 않았다. 이 사건으로 파비안 에스토야노프는 구단 자체 징계로 연봉 50%를 삭감당했고 5월 21일 아시아 축구 연맹에서 파비안 에스토야노프에게 AFC 챔피언스리그 6경기 출전 정지와 1만 달러의 벌금 처분을 내렸다.

### 수상
요코하마 마리노스
- AFC 챔피언스리그 : 준우승 (2023-24)

국가대표팀
- 올림픽 축구 : 동메달 (2012)
- AFC 아시안컵 : 준우승 (2015)

## 참고 자료
- 남태희가 레딩 FC 청소년 팀 소속 시절에 가진 인터뷰 보관됨 2011-11-21 - 웨이백 머신 (한국어/영어)